# Ronde van de Toekomst 2008
De Ronde van de Toekomst 2008 (Frans: Tour de l'Avenir 2008) werd gehouden van 5 tot 14 september 2008 in Frankrijk. Eindwinnaar werd de Belg Jan Bakelants.

## Startlijst
| Portugal | Italië | Frankrijk A |
| - 1. Rui Costa - 2. Carlos Baltazar - 3. Joao Benta - 4. Henrique Casimiro - 5. César Fonte - 6. Ricardo Vilela                               | - 11. Stefano Borchi - 12. Matteo Busato - 13. Damiano Caruso - 14. Stefano Pirazzi - 15. Alessandro Trotta - 16. Diego Ulissi | - 21. Jérôme Coppel - 22. Tony Gallopin - 23. Cyril Gautier - 24. Arnold Jeannesson - 25. Blel Kadri - 26. Anthony Roux                       |
| Denemarken | Duitsland | Slovenië |
| - 31. Andreas Frisch - 32. Jakob Bering - 33. Rasmus Guldhammer - 34. Christopher Jensen - 35. Niki Østergaard - 36. Vinter Troels Running    | - 41. Simon Geschke - 42. Sergej Fuchs - 43. Patrick Gretsch - 44. Dominic Klemme - 45. Stefan Schäfer - 46. Paul Voss         | - 51. Kristjan Koren - 52. Andi Bajc - 53. Dejan Bajt - 54. Blaž Furdi - 55. Marko Kump                                                       |
| Rusland | België | Oekraïne |
| - 61. Timofej Kritski - 62. Andrey Klyuev - 63. Dmitry Kosyakov - 64. Alexey Kunshin - 65. Aleksandr Porsev - 66. Andrey Solomennikov         | - 71. Jan Bakelants - 72. Jérôme Baugnies - 73. Ben Hermans - 74. Klaas Lodewyck - 75. Klaas Sys - 76. Romain Zingle           | - 81. Anatoliy Kashtan - 82. Dmytro Chuzhda - 83. Mychajlo Kononenko - 84. Sergiy Sedov - 85. Andriy Vasylyuk - 86. Vyacheslav Zabava         |
| Nederland | Estland | Letland |
| - 91. Martijn Keizer - 92. Michel Kreder - 93. Ricardo van der Velde - 94. Dennis van Winden - 95. Coen Vermeltfoort - 96. Maurice Vrijmoed   | - 101. Rein Taaramäe - 102. Silver Ao - 103. Gert Joeaar - 104. Silvar Kibur - 105. Sander Maasing - 106. Silver Schultz       | - 111. Herberts Pudans - 112. Indulis Bekmanis - 113. Viesturs Luksevics - 114. Gints Reinolds - 115. Martins Trautmanis                      |
| Polen | Canada | Verenigde Staten |
| - 121. Pavel Cieslik - 122. Adrian Honkisz - 123. Sylwester Janiszewski - 124. Lukasz Modzelewski - 125. Piotr Osinski - 126. Maciej Paterski | - 131. Erik Boily - 132. Mark Batty - 133. Joel Dion-Poitras - 134. Arnaud Papillon - 135. Charly Vives - 136. Dave Vukets     | - 141. Tejay van Garderen - 142. Chris Barton - 143. Chad Beyer - 144. Kirk Carlsen - 145. Thomas Peterson - 146. Peter Stetina               |
| Luxemburg | Zwitserland | Gemengd Team |
| - 151. Jempy Drucker - 152. Ben Gastauer - 153. Cyrille Heymans - 154. Tom Kohn - 155. Kim Michely - 156. Joël Zangerlé                       | - 161. Laurent Beuret - 162. Tobias Eggli - 163. Rolf Kobelt - 164. Elias Schmah - 165. Julien Taramarcaz - 166. Marcel Wyss   | - 171. Jacques J. Van Rensburg - 172. Andrey Amador - 173. Mitchell Docker - 174. Fabio Duarte - 175. Jarlinson Pantano - 176. Jacobus Venter |
| Frankrijk B | | |
| - 181. Maxime Bouet - 182. Cyril Bessy - 183. Guillaume Bonnafond - 184. Rémi Cusin - 185. Stéphane Rossetto - 186. Jonathan Thire            | | |

## Etappe-overzicht
| etappe | datum        | start                      | eindstreep                 | afstand       | winnaar               | leider           |
| ------ | ------------ | -------------------------- | -------------------------- | ------------- | --------------------- | ---------------- |
| P      | 5 september  | Chalette-sur-Loing         | Chalette-sur-Loing         | 7,5 km (I.T.) | Andrey Amador         | Andrey Amador    |
| 1      | 6 september  | Chalette-sur-Loing         | Avallon                    | 131,0 km      | Dmitriy Kosyakov      | Dmitriy Kosyakov |
| 2      | 7 september  | Vézelay                    | Commentry                  | 195,5 km      | Coen Vermeltfoort     | Dmitriy Kosyakov |
| 3      | 8 september  | Néris-les-Bains            | Saint-Symphorien-sur-Coise | 207,0 km      | Dominic Klemme        | Ben Hermans      |
| 4      | 9 september  | Saint-Symphorien-sur-Coise | Saint-Flour                | 181,5 km      | Ricardo van der Velde | Peter Stetina    |
| 5      | 10 september | Saint-Flour                | Carmaux                    | 212,5 km      | Jan Bakelants         | Jan Bakelants    |
| 6      | 11 september | Blaye-les-Mines            | Blaye-les-Mines            | 21 km (I.T.)  | Rein Taaramäe         | Jan Bakelants    |
| 7      | 12 september | Saint-Juéry                | Revel                      | 135,5 km      | Dominic Klemme        | Jan Bakelants    |
| 8      | 13 september | Revel                      | Guzet                      | 150,5 km      | Arnold Jeannesson     | Jan Bakelants    |
| 9      | 14 september | Seix                       | Mirepoix                   | 144,5 km      | Tejay van Garderen    | Jan Bakelants    |

## Klassementsleiders per etappe
| Etappe      | Gele trui        | Groene trui      | Bolletjestrui         | Ploegenklassement |
| ----------- | ---------------- | ---------------- | --------------------- | ----------------- |
| P           | Andrey Amador    | Andrey Amador    | —                     | Gemengd Team      |
| 1           | Dmitriy Kosyakov | Dmitriy Kosyakov | Jonathan Thire        | Rusland           |
| 2           | Dmitriy Kosyakov | Maciej Paterski  | Alessandro Trotta     | Rusland           |
| 3           | Ben Hermans      | Maciej Paterski  | Jonathan Thire        | Duitsland         |
| 4           | Peter Stetina    | Matteo Busato    | Ricardo van der Velde | Italië            |
| 5           | Jan Bakelants    | Maciej Paterski  | Jan Bakelants         | België            |
| 6           | Jan Bakelants    | Maciej Paterski  | Jan Bakelants         | België            |
| 7           | Jan Bakelants    | Maciej Paterski  | Patrick Gretsch       | Gemengd Team      |
| 8           | Jan Bakelants    | Maciej Paterski  | Arnold Jeanneson      | Frankrijk A       |
| Eindstanden | Jan Bakelants    | Maciej Paterski  | Arnold Jeanneson      | Frankrijk A       |

## Eindklassementen
Algemeen Klassement
| rang | renner             | land                      | ploeg            | tijd      |
| ---- | ------------------ | ------------------------- | ---------------- | --------- |
|      | Jan Bakelants      | Vlag van België           | België           | 36h44'59" |
| 2    | Rui Costa          | Vlag van Portugal         | Portugal         | op 36"    |
| 3    | Arnold Jeannesson  | Vlag van Frankrijk        | Frankrijk A      | op 42"    |
| 4    | Jérôme Coppel      | Vlag van Frankrijk        | Frankrijk A      | op 1'36"  |
| 5    | Andrey Amador      | Vlag van Costa Rica       | Gemengd Team     | op 1'57"  |
| 6    | Marcel Wyss        | Vlag van Zwitserland      | Zwitserland      | op 2'06"  |
| 7    | Jarlinson Pantano  | Vlag van Colombia         | Gemengd Team     | op 2'25"  |
| 8    | Tejay van Garderen | Vlag van Verenigde Staten | Verenigde Staten | op 3'13"  |
| 9    | Damiano Caruso     | Vlag van Italië           | Italië           | op 3'59"  |
| 10   | Peter Stetina      | Vlag van Verenigde Staten | Verenigde Staten | op 4'22"  |

Puntenklassement
| rang | renner          | land                | ploeg        | punten |
| ---- | --------------- | ------------------- | ------------ | ------ |
|      | Maciej Paterski | Vlag van Polen      | Polen        | 113    |
| 2    | Matteo Busato   | Vlag van Italië     | Italië       | 101    |
| 3    | Andrey Amador   | Vlag van Costa Rica | Gemengd Team | 96     |
| 4    | Simon Geschke   | Vlag van Duitsland  | Duitsland    | 81     |
| 5    | Rui Costa       | Vlag van Portugal   | Portugal     | 77     |

Bergklassement
| rang | renner                | land                 | ploeg       | punten |
| ---- | --------------------- | -------------------- | ----------- | ------ |
|      | Arnold Jeannesson     | Vlag van Frankrijk   | Frankrijk A | 55     |
| 2    | Jan Bakelants         | Vlag van België      | België      | 50     |
| 3    | Patrick Gretsch       | Vlag van Duitsland   | Duitsland   | 48     |
| 4    | Ricardo van der Velde | Vlag van Nederland   | Nederland   | 43     |
| 5    | Marcel Wyss           | Vlag van Zwitserland | Zwitserland | 35     |

Ploegenklassement
| rang | ploeg            | land                      | tijd       |
| ---- | ---------------- | ------------------------- | ---------- |
|      | Frankrijk A      | Vlag van Frankrijk        | 110h22'41" |
| 2    | Verenigde Staten | Vlag van Verenigde Staten | op 6'47"   |
| 3    | Gemengd Team     | Vlag van Zuid-Afrika      | op 21'47"  |
| 4    | Rusland          | Vlag van Rusland          | op 22'30"  |
| 5    | Duitsland        | Vlag van Duitsland        | op 26'49"  |

1961 · 1962 · 1963 · 1964 · 1965 · 1966 · 1967 · 1968 · 1969 · 1970 · 1971 · 1972 · 1973 · 1974 · 1975 · 1976 · 1977 · 1978 · 1979 · 1980 · 1981 · 1982 · 1983 · 1984 · 1985 · 1986 · 1987 · 1988 · 1989 · 1990 · 1991 · 1992 · 1993 · 1994 · 1995 · 1996 · 1997 · 1998 · 1999 · 2000 · 2001 · 2002 · 2003 · 2004 · 2005 · 2006 · 2007 · 2008 · 2009 · 2010 · 2011 · 2012 · 2013 · 2014 · 2015 · 2016 · 2017 · 2018 · 2019 · 2020 · 2021 · 2022 · 2023 · 2024